# Roberto Domènech Calatayud
Roberto Domènech Calatayud (geboren am 23. Juni 2002 in Alicante) ist ein spanischer Handballtorwart.

## Vereinskarriere
Domènech begann mit dem Handballspielen bei Agustinos de Alicante. Als er im Januar 2016 mit einer valencianischen Nachwuchsmannschaft an einem spanischen Turnier teilnahm, wurden Talentsichter des FC Barcelona auf ihn aufmerksam. Zur Spielzeit 2016/17 wechselte Domènech nach Katalonien zum Nachwuchsteam des FC Barcelona. Er stand im Aufgebot der ersten Männermannschaft in den Spielzeiten 2021/22 und 2022/23 der EHF Champions League und kam zu einem Einsatz beim IHF Super Globe 2022. In der Spielzeit 2022/2023 der Liga Asobal debütierte Roberto Domènech auch in Spaniens erster Liga. Zur Saison 2023/2024 wechselte er zu TM Benidorm, wo er einen Vertrag bis zum Jahr 2026 erhielt; auf Leihbasis spielte er ab 2023 zunächst bei Trasmapi UD Ibiza HCEivissa in der División de Honor Plata. Seit der Saison 2024/2025 ist er wieder in der ersten Liga aktiv, eine Saison lang bei TM Benidorm und ab Sommer 2025 beim Aufsteiger Eón Alicante.

## Auswahlmannschaften
Er stand auch im Aufgebot der RFEBM.
Mit der Jugendauswahl, für die er von Oktober 2019 bis August 2021 in 25 Partien eingesetzt wurde, gewann er bei den Mittelmeerspielen 2020 in der Altersklasse U19 die Goldmedaille (1. Platz) und bei der U-19-Europameisterschaft 2021 die Bronzemedaille (3. Platz).
Von März 2022 bis Juni 2023 stand er 30 Mal im Aufgebot der spanischen Juniorenauswahl. Er gewann mit der Mannschaft bei der U-20-Europameisterschaft 2022 die Goldmedaille für den 1. Platz, bei der U-21-Weltmeisterschaft 2023 belegte das Team Platz 9.

## Privates
Er studiert Luft- und Raumfahrttechnik.